# Атабаке

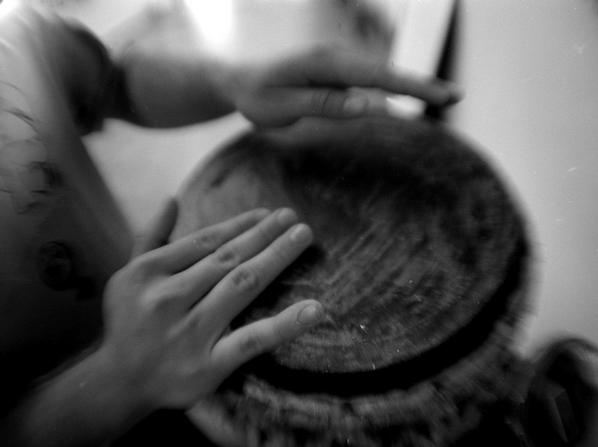
Атабаке

Атаба́ке (порт. Atabaque) — традиционный африканский барабан, высотой по пояс человеку. Поддерживает основной ритм музыки в Капоэйре (основной вид задает вид Беримбау - гунга), представляет собой традиционный музыкальный инструмент, на котором играли африканские шаманы. Инструмент самым тесным образом связывается многими учёными с синкретической религией Африки и карибского бассейна — кандомбле.
Завезён в Бразилию португальцами во время колонизации.